# Locomotive articulée

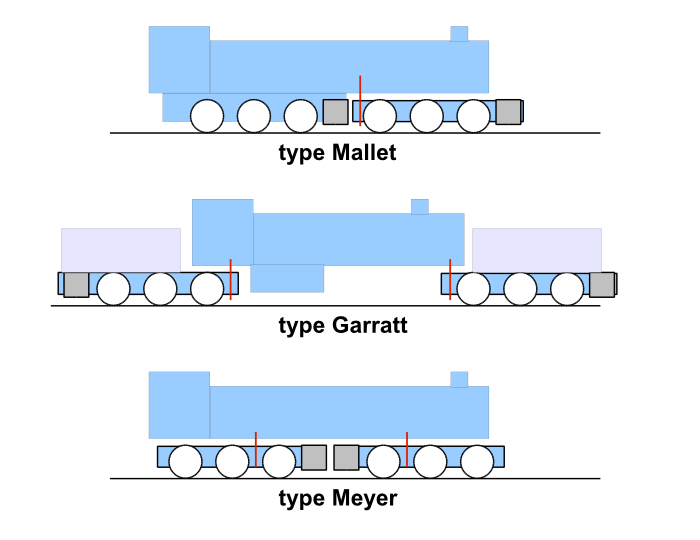
3 types de locomotives 030+030 : l'articulation est figurée en rouge.

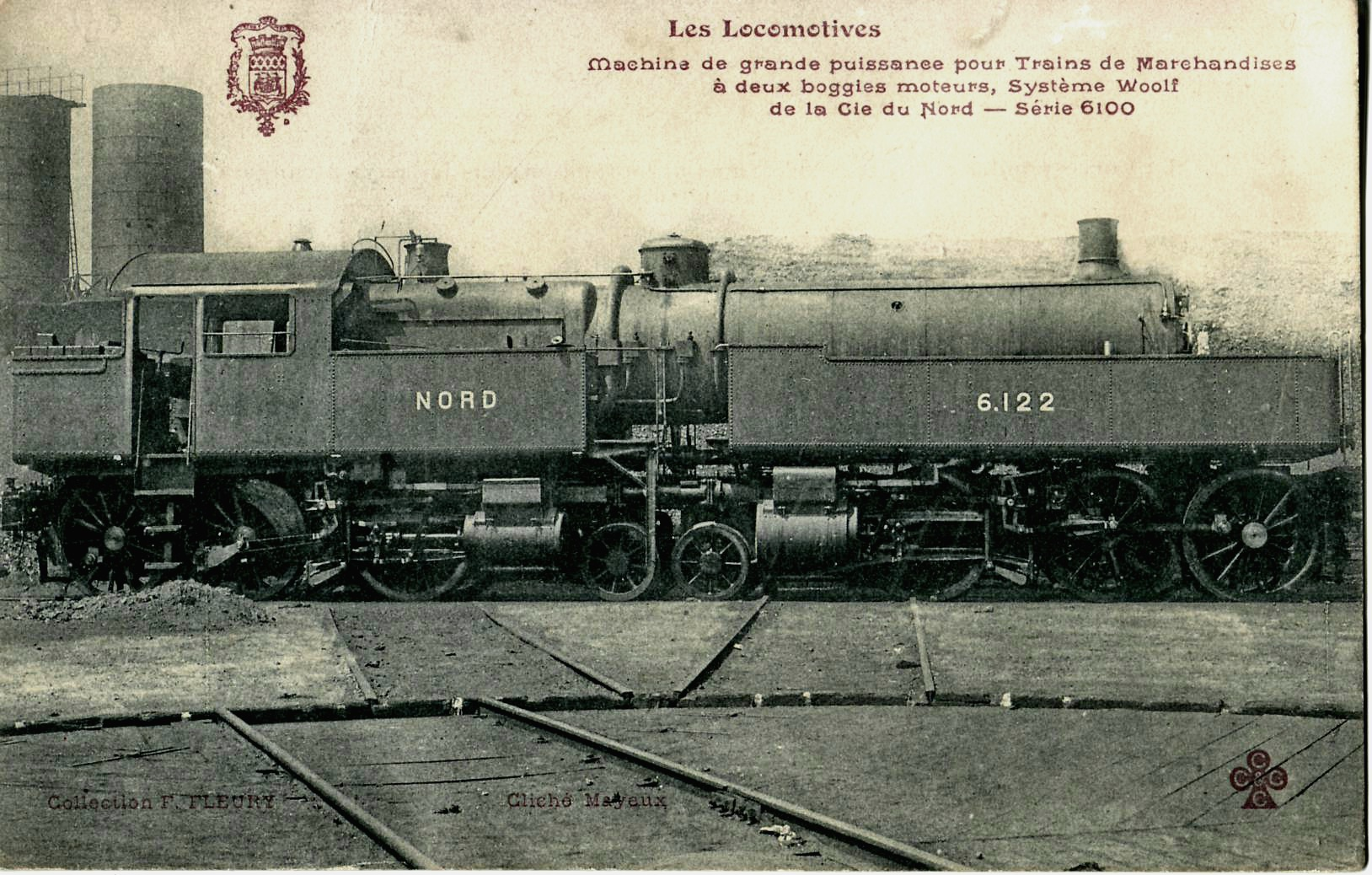
Locomotive 6.122 du Nord, en service sur la Grande Ceinture.

Une locomotive articulée est une locomotive dont tous les essieux moteurs ne sont pas dépendants du même châssis.
La nécessité de disposer d'une puissance suffisante même sur des voies sinueuses a conduit à construire des matériels dont les roues motrices étaient capables de s'inscrire dans les courbes. Le problème de la répartition du poids sur un grand nombre d'essieux complexifiait la solution.
Selon le type de locomotive, plusieurs systèmes furent mis en œuvre dont certains s'appliquèrent plus spécialement sur les locomotives pour voie étroite.
Pour les locomotives à vapeur :
- système Fairlie ;
- système Mallet ;
- système Meyer et Meyer-Kitson ;
- système Garratt ;
- système des locomotives à engrenages telles Shay et Climax.

Pour les autres locomotives :
- châssis articulé et locomotive crocodile.